# مزرعه جوزار
مزرعه جوزار روستایی در دهستان قره چمن بخش ارژن شهرستان شیراز استان فارس ایران است.

## جمعیت
بر پایه سرشماری عمومی نفوس و مسکن در سال ۱۳۹۵ جمعیت این روستا ۱۰ نفر (۴خانوار) بوده‌است.